# Steinmulen
Steinmulen är en bergstopp i Antarktis. Den ligger i Östantarktis. Norge gör anspråk på området. Toppen på Steinmulen är 1 550 meter över havet, eller 307 meter över den omgivande terrängen. Bredden vid basen är 5,6 km.
Terrängen runt Steinmulen är varierad. Trakten är obefolkad. Det finns inga samhällen i närheten.